# Джонс, Клив
Клив Джонс (англ. Cleve Jones; род. 11 октября 1954, Уэст-Лафейетт, Индиана, США) — американский ЛГБТ-активист и движения против СПИДа. Один из основателей СПИД-фонда Сан-Франциско.

## Биография

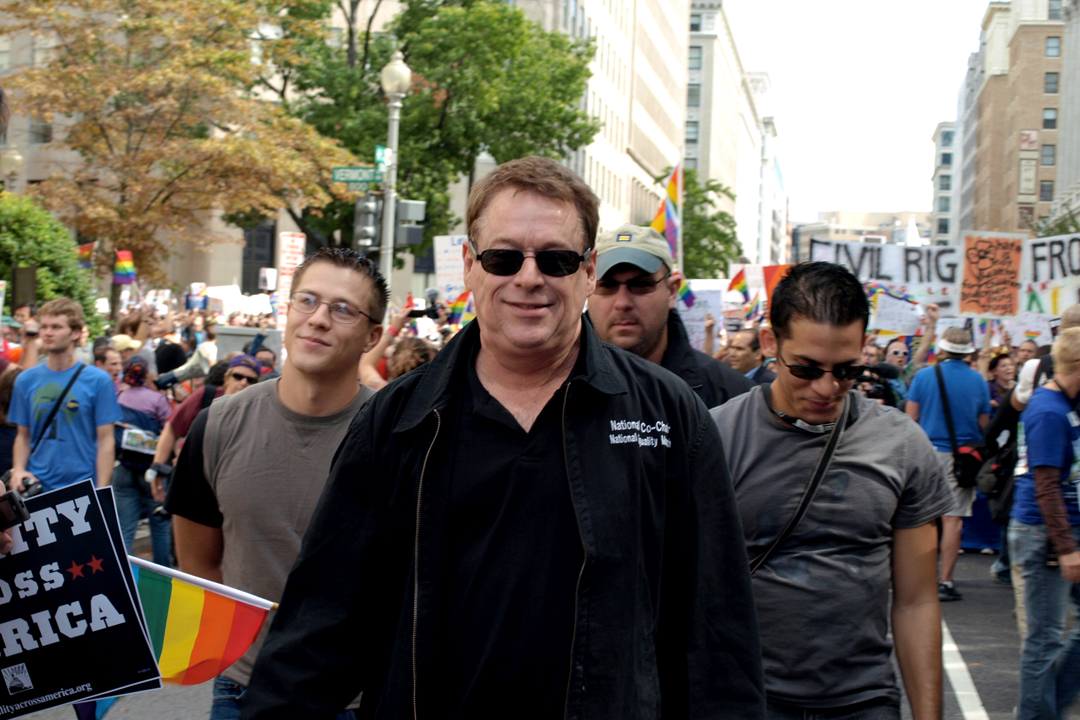
Джонс на Национальном марше за равноправие, 2009 год.

Джонс родился в Уэст-Лафейетте, штат Индиана. Его семья переехала в Скотсдейл, штат Аризона, когда ему было 14 лет. Джонс учился в Университете штата Аризона. Его отец был психологом, а мать по религиозной принадлежности была квакером. Джонс не совершил каминг-аут до тех пор, пока ему не исполнилось 18 лет.
В 80-х годах Америку накрыла эпидемия СПИДа. В те годы ещё не существовало противовирусной терапии, препятствующей развитию болезни, и смертность от СПИДа нарастала стремительно с каждым годом. Основной удар пришёлся на мужчин, практикующих секс с мужчинами. Новая смертельная болезнь одновременно и пугала людей, и при этом считалась «неприличной», общество не хотело уделять внимание этой проблеме, а поражённые вирусом становились изгоями и подвергались нападкам и дискриминации.
В ноябре 1985 года, в канун годовщины убийства Харви Милка и Джорджа Москоне, Кливу Джонсу попалась на глаза заметка в газете, в которой говорилось, что от СПИДа в Сан-Франциско умерли уже 1 000 человек. Эта информация поразила Джонса, потому как многие из умерших были его друзьями или жили с ним по соседству в районе Кастро, он понял, что находится в центре ужасного невидимого бедствия. Клив Джонс рассказывал:

Когда я нахожусь на Кастро Стрит, я знаю — вот дом, где умер Билл, вот тот, где умер Джерри, здесь Алан покончил с собой, здесь Бобби умер, покинутый всеми, а вот отсюда выселили Чарли, когда его квартирная хозяйка узнала о том, что он инфицирован.
27 ноября 1985 года во время многотысячного поминального шествия в память о Милке и Москоне Клив Джонс со своим товарищем предложили собравшимся людям написать на листах бумаги имена своих родственников или знакомых, умерших от СПИДа. Было собрано множество таких листов, их скрепили между собой и вывесили с третьего этажа здания федеральной администрации Сан-Франциско. Рулоны бумаги закрыли весь фасад здания, в полной тишине люди читали имена умерших, кто-то впервые узнавал о гибели своих соседей или знакомых.
Вид этого полотна напомнил Кливу Джонсу квилт — лоскутное одеяло, которым его в детстве укрывала бабушка, и тогда у него родилась идея создать лоскутное одеяло в память обо всех умерших от СПИДа. Но свою реализацию идея получила лишь спустя полтора года, в течение которых в жизни Клива Джонса произошло много драматических событий. Тест показал, что он сам заражён смертельным вирусом. Клив Джонс публично заявил по телевидению о том, что является ВИЧ-инфицированным, и тотчас стал получать угрозы в свой адрес, а однажды даже подвергся нападению двух бандитов, попытавшихся его убить. 10 октября 1986 года на руках у Клива Джонса умер от СПИДа его близкий друг Марвин Фельдман.
Смерть множества друзей, понимание собственной обречённости ложились тяжким грузом на психику Клива Джонса, который уже было невозможно терпеть. И в апреле 1987 года Клив Джонс вместе со своим товарищем Джозефом решили, что пора приступать к созданию «Квилта». Во дворе дома Джонса они изготовляют первые два квилта в память о своих умерших друзьях.
Спустя полгода, 11 ноября 1987 года, с согласия мэра Сан-Франциско Дайэнн Файнстайн первые пять секций «Квилта», состоявшие из сорока полотен, были вывешены с балкона здания муниципалитета во время проведения гей-прайда в Сан-Франциско. Это была первая публичная демонстрация идеи создания лоскутного одеяла «Квилт» в память о людях, ставших жертвой СПИДа. Постепенно вокруг Клива Джонса стала образовываться группа единомышленников. Люди приносили сделанные ими квилты и присоединялись к общему движению.
Увеличивающийся с каждым годом «Квилт» множество раз выставлялся в различных городах Соединённых Штатов и других стран мира. К 1996 году мемориал «Квилт» вобрал в себя память о 70 тысячах умерших людей, в него вошли не только американские квилты, но и полотна из 39 стран мира. На многих полотнах просто вышито имя, на каких-то изображён портрет умершего, к некоторым квилтам пришиты личные вещи — паспорт, игрушка, джинсы, томик стихотворений.
В 1995 году на конференции, посвященной 50-летию ООН, Клив Джонс рассказывал:

 Во-первых, нам хотелось продемонстрировать чудовищность эпидемии, показав не сухие цифры статистики, а смерть реальных людей. Во-вторых, мы хотели предложить тем, кто уже столкнулся с эпидемией, позитивный и созидательный выход их эмоциям, оказать помощь людям, переживающим глубокое горе, а также прорваться сквозь ложь, истерию и ненависть, которые продолжали окружать эпидемию.
Осенью 1996 года перед Белым домом в Вашингтоне состоялась последняя полная экспозиция «Квилта», потому что в мире больше не существовало площадей, на которых было бы возможно разместить «Квилт» в полном его объёме. «Квилт» растянулся более, чем на полтора километра в длину, только за два дня экспозиции родственники и знакомые умерших принесли 2 000 новых полотен, их также включили в «Квилт». Экспозицию посетил Президент США Билл Клинтон с супругой Хиллари Клинтон. Зачитывались имена умерших, перед посетителями выступали организаторы и гости, в том числе и основатель мемориала «Квилт» Клив Джонс.
С тех пор национальные и международные экспозиции «Квилта» проводятся в десятках странах мира, в том числе и в России. Как писала в 2003 году газета «КоммерсантЪ», квилт стал международным языком анти-СПИДовского движения.